# Пайвіно (Маслянинський район)
Пайвіно (рос. Пайвино) — село у Маслянинському районі Новосибірської області Російської Федерації.
Входить до складу муніципального утворення Пеньковська сільрада. Населення становить 536 осіб (2010).

## Історія
Згідно із законом від 2 червня 2004 року органом місцевого самоврядування є Пеньковська сільрада.

## Населення
| 2002 | 2007 | 2010 |
| ---- | ---- | ---- |
| 577  | ↗580 | ↘536 |